# Listă de filme britanice din 1961
Aceasta este o listă de filme britanice din 1961:

## Lista
| Titlu                               | Regizor                           | Distribuție                                                  | Gen              | Note                                                |
| ----------------------------------- | --------------------------------- | ------------------------------------------------------------ | ---------------- | --------------------------------------------------- |
| Bomb in the High Street             | Peter Bezencenet and Terry Bishop | Ronald Howard, Terry Palmer, Suzanna Leigh, Jack Allen       | Drama            |                                                     |
| The Breaking Point                  | Lance Comfort                     | Peter Reynolds, Dermot Walsh                                 | Crime            |                                                     |
| Carry On Regardless                 | Gerald Thomas                     | Sid James, Kenneth Williams                                  | Comedy           |                                                     |
| Cash on Demand                      | Quentin Lawrence                  | Peter Cushing, André Morell                                  | Thriller         |                                                     |
| The Court Martial of Major Keller   | Ernest Morris                     | Laurence Payne, Susan Stephen                                | Drama            |                                                     |
| The Curse of the Werewolf           | Terence Fisher                    | Clifford Evans, Oliver Reed                                  | Horror           |                                                     |
| The Day the Earth Caught Fire       | Val Guest                         | Edward Judd, Janet Munro, Leo McKern                         | Sci-fi           |                                                     |
| Dentist on the Job                  | C.M. Pennington-Richards          | Kenneth Connor, Shirley Eaton                                | Comedy           |                                                     |
| The Devil's Daffodil                | Ákos Ráthonyi                     | William Lucas, Penelope Horner                               | Crime            |                                                     |
| Don't Bother to Knock               | Cyril Frankel                     | Richard Todd, Nicole Maurey                                  | Comedy           |                                                     |
| Double Bunk                         | C.M. Pennington-Richards          | Ian Carmichael, Sid James                                    | Comedy           |                                                     |
| During One Night                    | Sidney J. Furie                   | Don Borisenko, Susan Hampshire                               | Drama            |                                                     |
| Five Golden Hours                   | Mario Zampi                       | Ernie Kovacs, Cyd Charisse, George Sanders                   | Comedy           |                                                     |
| Flame in the Streets                | Roy Ward Baker                    | John Mills, Sylvia Syms                                      | Drama            |                                                     |
| Follow That Man                     | Jerome Epstein                    | Sydney Chaplin, Dawn Addams, Elspeth March                   | Comedy           |                                                     |
| Freedom to Die                      | Francis Searle                    | Paul Maxwell, Felicity Young                                 | Crime            | [ 1 ]                                               |
| The Frightened City                 | John Lemont                       | Herbert Lom, Sean Connery                                    | Crime            |                                                     |
| Fury at Smugglers' Bay              | John Gilling                      | Peter Cushing, Bernard Lee, Michèle Mercier                  | Adventure        |                                                     |
| Girl on Approval                    | Charles Frend                     | Rachel Roberts, James Maxwell                                | Drama            |                                                     |
| The Girl on the Boat                | Henry Kaplan                      | Norman Wisdom, Millicent Martin                              | Comedy           |                                                     |
| Gorgo                               | Eugène Lourié                     | Bill Travers, William Sylvester                              | Sci-fi           |                                                     |
| The Green Helmet                    | Michael Forlong                   | Bill Travers, Ed Begley                                      | Drama            |                                                     |
| The Greengage Summer                | Lewis Gilbert                     | Kenneth More, Danielle Darrieux                              | Drama            |                                                     |
| The Guns of Navarone                | J. Lee Thompson                   | Gregory Peck, David Niven, Anthony Quinn                     | World War II     |                                                     |
| The Hellfire Club                   | Robert S. Baker Monty Berman      | Keith Michell, Adrienne Corri, Peter Cushing                 | Adventure        |                                                     |
| The Hellions                        | Irving Allen, Ken Annakin         | Richard Todd, Anne Aubrey                                    | Adventure        |                                                     |
| Highway to Battle                   | Ernest Morris                     | Gerard Heinz, Margaret Tyzack                                | Drama            |                                                     |
| House of Mystery                    | Vernon Sewell                     | Peter Dyneley, Jane Hylton                                   | Horror           |                                                     |
| The Impersonator                    | Alfred Shaughnessy                | John Crawford, Jane Griffiths                                | Mystery          |                                                     |
| Information Received                | Robert Lynn                       | Sabine Sesselmann, William Sylvester                         | Crime            |                                                     |
| The Innocents                       | Jack Clayton                      | Deborah Kerr, Michael Redgrave, Peter Wyngarde, Megs Jenkins | Horror           | Entered into the 1962 Cannes Film Festival          |
| Invasion Quartet                    | Jay Lewis                         | Bill Travers, Spike Milligan                                 | Comedy           |                                                     |
| Jungle Street                       | Charles Saunders                  | Jill Ireland, David McCallum, Kenneth Cope                   | Crime            |                                                     |
| The Kitchen                         | James Hill                        | Carl Möhner, Mary Yeomans                                    | Drama            |                                                     |
| The Long and the Short and the Tall | Leslie Norman                     | Laurence Harvey, Richard Todd                                | World War II     |                                                     |
| Lunch Hour                          | James Hill                        | Shirley Anne Field, Robert Stephens                          | Comedy           |                                                     |
| The Man in the Back Seat            | Vernon Sewell                     | Derren Nesbitt, Keith Faulkner                               | Crime            |                                                     |
| The Mark                            | Guy Green                         | Maria Schell, Stuart Whitman                                 | Drama            |                                                     |
| A Matter of WHO                     | Don Chaffey                       | Terry-Thomas, Sonja Ziemann                                  | Crime            |                                                     |
| Mr. Topaze                          | Peter Sellers                     | Peter Sellers, Nadia Gray                                    | Comedy           |                                                     |
| Murder, She Said                    | George Pollock                    | Margaret Rutherford, Stringer Davis                          | Mystery          |                                                     |
| Mysterious Island                   | Cy Endfield                       | Michael Craig, Joan Greenwood, Herbert Lom                   | Sci-fi adventure |                                                     |
| The Naked Edge                      | Michael Anderson                  | Gary Cooper, Deborah Kerr                                    | Thriller         |                                                     |
| Nearly a Nasty Accident             | Don Chaffey                       | Jimmy Edwards, Kenneth Connor                                | Comedy           |                                                     |
| The Night We Got the Bird           | Darcy Conyers                     | Brian Rix, Dora Bryan                                        | Comedy           |                                                     |
| Night Without Pity                  | Theodore Zichy                    | Sarah Lawson, Neil McCallum                                  | Crime            |                                                     |
| No Love for Johnnie                 | Ralph Thomas                      | Peter Finch                                                  | Drama            | Finch won the Silver Bear for Best Actor at Berlin. |
| No My Darling Daughter              | Ralph Thomas                      | Michael Redgrave, Michael Craig                              | Comedy           |                                                     |
| Nothing Barred                      | Darcy Conyers                     | Brian Rix, Leo Franklyn                                      | Comedy           |                                                     |
| On the Fiddle                       | Cyril Frankel                     | Alfred Lynch, Sean Connery, Stanley Holloway                 | Comedy/action    |                                                     |
| Out of the Shadow                   | Michael Winner                    | Terence Longdon, Donald Gray                                 | Thriller         |                                                     |
| Over the Odds                       | Michael Forlong                   | Marjorie Rhodes, Glenn Melvynn                               | Comedy           |                                                     |
| Part-Time Wife                      | Max Varnel                        | Anton Rodgers, Nyree Dawn Porter                             | Comedy           |                                                     |
| Partners in Crime                   | Peter Duffell                     | Bernard Lee, Stanley Morgan                                  | Crime            | [ 2 ]                                               |
| Passport to China                   | Michael Carreras                  | Richard Basehart, Lisa Gastoni                               | Adventure        |                                                     |
| Payroll                             | Sidney Hayers                     | Michael Craig, Françoise Prévost, Billie Whitelaw            | Crime            |                                                     |
| Petticoat Pirates                   | David MacDonald                   | Charlie Drake, Anne Heywood, Thorley Walters                 | Comedy           |                                                     |
| Pit of Darkness                     | Lance Comfort                     | William Franklyn, Moira Redmond                              | Thriller         |                                                     |
| The Queen's Guards                  | Michael Powell                    | Daniel Massey, Robert Stephens                               | Drama            |                                                     |
| Rag Doll                            | Lance Comfort                     | Jess Conrad, Kenneth Griffith                                | Crime            |                                                     |
| Raising the Wind                    | Gerald Thomas                     | James Robertson Justice, Leslie Phillips                     | Comedy           |                                                     |
| The Rebel                           | Robert Day                        | Tony Hancock, George Sanders, Paul Massie                    | Comedy           |                                                     |
| Return of a Stranger                | Max Varnel                        | John Ireland, Susan Stephen, Cyril Shaps                     | Thriller         |                                                     |
| The Roman Spring of Mrs. Stone      | José Quintero                     | Vivien Leigh, Warren Beatty, Lotte Lenya                     | Drama            |                                                     |
| Savage Guns                         | Michael Carreras                  | Richard Basehart                                             | Western          | Co-production with Spain                            |
| The Secret Partner                  | Basil Dearden                     | Stewart Granger, Bernard Lee                                 | Crime            |                                                     |
| Seven Keys                          | Pat Jackson                       | Alan Dobie, Jeannie Carson, Delphi Lawrence, John Carson     | Crime            |                                                     |
| The Shadow of the Cat               | John Gilling                      | Conrad Phillips, Barbara Shelley, André Morell               | Horror           |                                                     |
| The Singer Not the Song             | Roy Ward Baker                    | Dirk Bogarde, John Mills                                     | Western          |                                                     |
| The Snake Woman                     | Sidney J. Furie                   | Susan Travers, John McCarthy                                 | Horror           |                                                     |
| So Evil, So Young                   | Godfrey Grayson                   | Jill Ireland, Ellen Pollock                                  | Drama            |                                                     |
| Spare the Rod                       | Leslie Norman                     | Max Bygraves, Geoffrey Keen, Donald Pleasence                | Drama            |                                                     |
| A Story of David                    | Bob McNaught                      | Jeff Chandler, Basil Sydney                                  | Drama            | Co-production with Israel                           |
| Strip Tease Murder                  | Ernest Morris                     | John Hewer, Ann Lynn                                         | Crime            |                                                     |
| Taste of Fear                       | Seth Holt                         | Susan Strasberg, Ronald Lewis, Christopher Lee               | Thriller         |                                                     |
| A Taste of Honey                    | Tony Richardson                   | Dora Bryan, Robert Stephens, Rita Tushingham                 | Drama            |                                                     |
| The Third Alibi                     | Montgomery Tully                  | Laurence Payne, Patricia Dainton                             | Thriller         |                                                     |
| Three on a Spree                    | Sidney J. Furie                   | Jack Watling, Carole Lesley, Renée Houston                   | Comedy           |                                                     |
| The Treasure of Monte Cristo        | Monty Berman                      | Rory Calhoun, Patricia Bredin, John Gregson                  | Adventure        |                                                     |
| Two Living, One Dead                | Anthony Asquith                   | Virginia McKenna, Bill Travers                               | Thriller         |                                                     |
| The Unstoppable Man                 | Terry Bishop                      | Cameron Mitchell, Marius Goring, Harry H. Corbett            | Drama            |                                                     |
| Very Important Person               | Ken Annakin                       | James Robertson Justice, Stanley Baxter                      | Comedy           |                                                     |
| Victim                              | Basil Dearden                     | Dirk Bogarde, Dennis Price, Sylvia Syms                      | Drama            |                                                     |
| Watch it, Sailor!                   | Wolf Rilla                        | Dennis Price, Liz Fraser                                     | Comedy           |                                                     |
| A Weekend with Lulu                 | John Paddy Carstairs              | Bob Monkhouse, Leslie Phillips                               | Comedy           |                                                     |
| What a Carve Up!                    | Pat Jackson                       | Sid James, Kenneth Connor                                    | Comedy           |                                                     |
| What a Whopper                      | Gilbert Gunn                      | Adam Faith, Sid James                                        | Comedy           |                                                     |
| Whistle Down the Wind               | Bryan Forbes                      | Hayley Mills, Bernard Lee, Alan Bates                        | Drama            |                                                     |
| The Wind of Change                  | Vernon Sewell                     | Donald Pleasence, Johnny Briggs, Ann Lynn                    | Drama            |                                                     |
| The Young Ones                      | Sidney J. Furie                   | Robert Morley, Carole Gray, Melvyn Hayes                     | Musical          |                                                     |